# Mexican Pizza

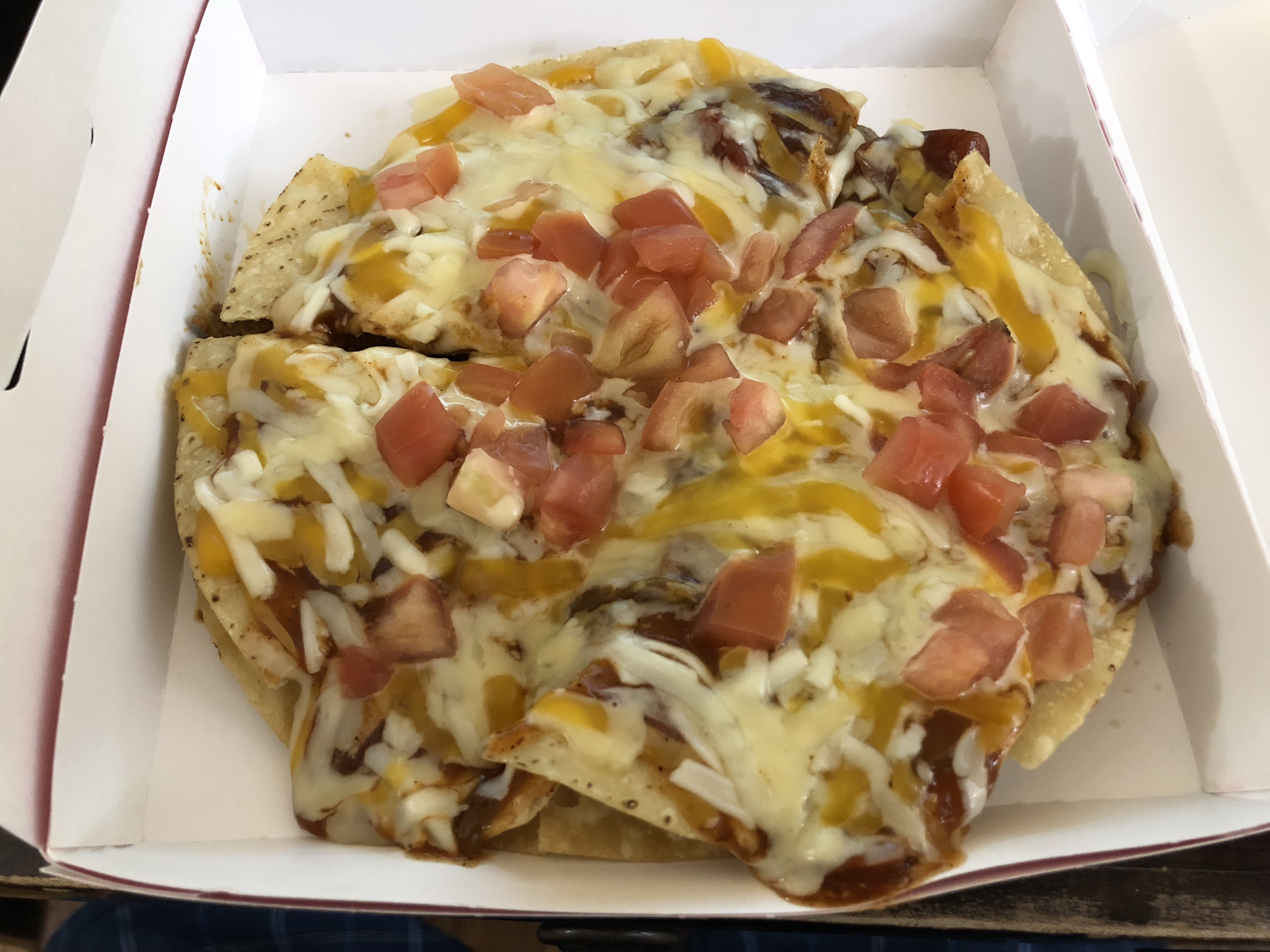
Ejemplo de una Mexican Pizza.

La Mexican Pizza (en inglés, «pizza mexicana»), originalmente llamada Pizzazz Pizza, es un elemento del menú en la cadena de comida rápida estadounidense Taco Bell. Consiste en dos tortillas mexicanas rellenas de carne de res sazonada y frijoles refritos, cubiertas con salsa de tomate, tres quesos y tomates cortados en cubitos. A pesar de su nombre, en realidad no es un plato típico de la cocina mexicana y no se parece particularmente a una pizza.

## Historia
El artículo se introdujo en 1985 como Pizzazz Pizza, cuando su receta también incluía aceitunas y cebollas verdes. Se le cambió el nombre a «Mexican Pizza» en 1988. Los propietarios de una pizzería en el área de Cleveland habían demandado al entonces propietario de Taco Bell, PepsiCo, alegando infracción de marca registrada, en 1985, aunque Taco Bell no mencionó que la demanda estuviera relacionada con el cambio de nombre.
Debido a que la carne de res se podía sustituir por frijoles, lo que hacía que la pizza mexicana fuera apta para vegetarianos, el artículo se hizo popular entre los estadounidenses del sur de Asia. El 5 de noviembre de 2020, Taco Bell eliminó la pizza mexicana de su menú y dijo que su empaque de cartón tenía un impacto ambiental significativo. En respuesta, Krish Jagirdar, un indoestadounidense vegetariano, inició una petición en Change.org para que Taco Bell restableciera la pizza mexicana. La petición atrajo más de 170 000 firmas.
Taco Bell anunció el 18 de abril de 2022 que volvería a presentar la Mexican Pizza el 19 de mayo. Doja Cat, que se había asociado con la compañía en una campaña publicitaria, le dijo a la audiencia durante su actuación en el Festival de Música y Artes de Coachella Valley el 17 de abril, «Por cierto, traje de vuelta la Mexican Pizza», en medio de una canción. Taco Bell agradeció personalmente a Jagirdar por su petición. Debido a una demanda imprevista, Taco Bell experimentó una escasez de suministros después de que reintrodujo la Mexican Pizza. La empresa informó que un cliente compró 180 pizzas en un solo pedido.
El 2 de agosto de 2022, Taco Bell anunció que la Mexican Pizza volvería a los menús de forma permanente el 15 de septiembre. La compañía negó que la desaparición repentina del artículo luego de su lanzamiento en mayo de 2022 fuera un truco publicitario, diciendo que la demanda era siete veces mayor que cuando anteriormente estaba disponible. La Mexican Pizza finalmente regresó definitivamente el 15 de septiembre.

## Musical
Taco Bell encargó Mexican Pizza: The Musical, que tenía la intención de estrenar en TikTok el 26 de mayo de 2022, como un vínculo promocional para la reintroducción del producto. Taco Bell dijo en un comunicado de prensa que el musical es un «musical satírico sobre la historia 'desgarradora' de quienes lucharon para recuperar la Mexican Pizza». Se esperaba que aparecieran Dolly Parton, Doja Cat y TikToker Victor Kunda. El musical fue escrito por Hannah Friedman e iba a presentar música original de Abigail Barlow y Emily Bear. Taco Bell anunció el 26 de mayo que se retrasaría el lanzamiento de su musical. El estreno finalmente tuvo lugar el 15 de septiembre de 2022.